# Tonight I'm Yours (Don't Hurt Me)
Tonight I'm Yours (Don't Hurt Me) è un singolo del 1981 del cantante rock britannico Rod Stewart, estratto dall'album Tonight I'm Yours. La canzone è inoltre il lato A dell'omonimo singolo, mentre sul lato B è presente il brano Tora, Tora, Tora (Out With The Boys).
In seguito alla sua pubblicazione, il brano si è classificato alla posizione n. 20 nella Billboard Hot 100 ed al n. 2 nelle classifiche canadesi.
Il singolo è un invito ad una ragazza "annoiata da molto, molto tempo" a fare "tutto ciò che vuoi" per una notte, quella che l'artista definisce "solo una fantasia, un intervallo dalla realtà", per poi prendere ciascuno la propria strada il giorno successivo. Egli invita quindi la sua amante per una notte a ricordarlo come "colui che hai amato come un uragano" e "che poi è scomparso".

## Classifiche

### Classifiche settimanali
| Classifica (1981/82)          | Posizione massima |
| ----------------------------- | ----------------- |
| Australia                     | 6                 |
| Belgio (Fiandre)              | 5                 |
| Canada                        | 2                 |
| Germania                      | 50                |
| Irlanda                       | 8                 |
| Norvegia                      | 4                 |
| Paesi Bassi                   | 16                |
| Regno Unito                   | 8                 |
| Stati Uniti                   | 20                |
| Stati Uniti (mainstream rock) | 29                |
| Svezia                        | 10                |
| Svizzera                      | 9                 |

### Classifiche di fine anno
| Classifica (1982) | Posizione |
| ----------------- | --------- |
| Australia         | 55        |
| Canada            | 28        |